# Waldgebiet des Jahres
Der Titel Waldgebiet des Jahres wird seit dem Jahr 2012 vom Bund Deutscher Forstleute verliehen. Mit dieser Auszeichnung will er auf die Funktionen und Gefährdungen dieses Ökosystems aufmerksam machen. Dazu gibt es Kooperationen mit Waldbesitzern, Tourismusverbänden und Landesforstverwaltungen.

## Preisträger
| Jahr    | Name                            | Beschreibung | Abbildung             |
| ------- | ------------------------------- | --- | --------------------- |
| 2012    | Meulenwald                      | Teil der Moseleifel |                       |
| 2013    | Solling                         | Waldlandschaft im Weserbergland |                       |
| 2014    | Schönbuch                       | Wald im Schwäbischen Keuper-Lias-Land |                       |
| 2015    | Grunewald                       | Rund 3000 Hektar großes Wald- und Landschaftsschutzgebiet in Berlin |                       |
| 2016    | Küstenwald auf der Insel Usedom | Ein 190 Jahre gestalteter, 5.000 Hektar großer, Buchenmischwald auf deutscher und polnischer Seite der Insel Usedom                                                         |                       |
| 2017    | Frankenwald                     | Ein 100.000 Hektar großer Fichtenwald in Oberfranken, Bayern |                       |
| 2018    | Wermsdorfer Wald                | Ein 5.100 Hektar großer Kiefernmischwald zwischen Mutzschen, Oschatz und Wurzen in Sachsen                                                                                  |                       |
| 2019    | Urbane Wälder Rhein/Ruhr        | Die Wälder des Ruhrgebiets |                       |
| 2020/21 | Ivenacker Eichen                | Ein 164 Hektar großer Hutewald westlich von Neubrandenburg, Mecklenburg-Vorpommern                                                                                          |                       |
| 2022    | Erdmannwälder                   | Zwölf Mischwaldgebiete rund 40 Kilometer südlich von Bremen im Landkreis Diepholz zwischen den Kleinstädten Sulingen und Bassum, Niedersachsen                              | Freidorfer Holz       |
| 2023    | Choriner Wald                   | Ehemaliger Buchenwald im Landkreis Barnim, zunächst mit Kiefern aufgeforstet, danach Umbau auf Eichen-Hainbuchen-Buchenmischwald (Laubholzanteil 60 %)                      | Choriner Wald         |
| 2024    | Augsburger Stadtwald            | Waldgebiet im Süden von Augsburg mit Auwald entlang des Lechs | Augsburger Stadtwald  |
| 2025    | Wiesbadener Stadtwald           | Das am Taunusrand gelegene Grüne Band des Kommunalwaldes umschließt halbkreisförmig nördlich die Stadt Wiesbaden und besteht auf seinen 4300 Hektar zu 80 % aus Laubbäumen. | Wiesbadener Stadtwald |